# Артур Батлер, 4-й маркиз Ормонд
Артур Батлер (англ. Arthur Butler, 4th Marquess of Ormonde; 23 сентября 1849 — 4 июля 1943) — ирландский аристократ и британский пэр, 4-й маркиз Ормонд и 22-й граф Ормонд (1919—1943). При крещении получил имя — Джеймс Артур Веллингтон Фоли Батлер.

## Биография
Третий сын Джона Батлера, 2-го маркиза Ормонда (1808—1854), и Фрэнсис Джейн Пэджет (ум. 1903), дочери генерала сэра Эдварда Пэджета (1775—1849). У него было три брата (Джеймс, 3-й маркиз Ормонд, лорд Джеймс и лорд Теобальд) и две сестры (леди Мэри и леди Бланш).
Получил образование в школе Хэрроу (Харроу, Лондон) и Тринити-колледже (Кембридж).
Джеймс Батлер занимал должности мирового судьи в графстве Кент и заместителя лейтенанта графства Килкенни. Он был 28-м наследственным главным дворецким Ирландии. В отличие от предыдущих поколений, он не жил в родовом поместье в замке Килкенни, который его сын Джордж, лорд Оссори, унаследовал непосредственно от своего дяди в 1919 году. Имущество в замке было продано в 1935 году, а сам замок Килкенни не использовался семьей Батлер .

## Брак и поздние годы
8 марта 1887 года Артур Батлер женился на американской богатой наследнице Эллен Стагер (ум. 17 июня 1951), дочери генерала и миллионера Энстона Стагера (1825—1885). У супругов было четверо детей.
После того, как они поженились, супруги стали известны как лорд и леди Артур Батлер. Брак с Эллен Стагер принес Артуру Батлеру огромное состояние в размере 1 000 000 долларов США, чтобы было эквивалентно 200 000 фунтов стерлингов в 1887 году. Её отец, генерал Энсон Стагер был пионером в использовании телеграфа и являлся начальником военных телеграфов США во время Гражданской войны
.
В 1891 году супруги были зарегистрированы как живущие на 21 Парк-Лейн, Вестминстер, Лондон. В 1897 году они стали прописаны в Сандлефорд-Приори в окрестностях Ньюбери (графство Беркшир)..
В 1909 году лорд и леди Артур купили дом Геннингс-Парк в графстве Кент и арендовали 11 Брайанстон-Сквер в Лондоне.
26 октября 1919 года после смерти своего старшего брата, Джеймса Батлера, 3-го маркиза Ормонда, не имевшего сыновей, Артур Батлер унаследовал титулы 4-го маркиза Ормонда, 22-го графа Ормонда, 16-го графа Оссори, 14-го виконта Терлса и 4-го барона Батлера. Старший сын Артура, Джордж Батлер, лорд Оссори, унаследовал основную часть семейного имения во избежание двойного налогообложения. Согласно завещанию 3-го маркиза Ормонда, лорд Ормонд стал бенефициаром ежегодного сбора в размере 3 000 фунтов стерлингов с имущества маркизов Ормонд.
4 июля 1943 года Артур Батлер, 4-й маркиз Ормонд, скончался в возрасте 93 лет. Его прах покоится в Улкомбе, графство Кент . Его титул и земли унаследовал его старший сын Джордж Батлер, 5-й маркиз Ормонд.

## Дети
У лорда и леди Ормонд было четверо детей:
- Леди Эвелин Фрэнсис Батлер (20 декабря 1887 — 15 апреля 1978), муж с 11 мая 1910 года вице-адмирал достопочтенный Эдмунд Руперт Драммонд[англ.] (1884—1965), сын 10-го виконта Стреттелана[англ.] и брат 15-го графа Перта. Трое детей
- Джеймс Джордж Энсон Батлер, 5-й маркиз Ормонд (18 апреля 1890 — 21 июня 1949)
- Джеймс Артур Норман Батлер, 6-й маркиз Ормонд (25 апреля 1893 — 17 апреля 1971)
- Леди Элеонор Рейчел Батлер (24 апреля 1894 — 28 мая 1969), 1-й муж с 17 августа 1915 года капитан Эдвард Канберра Эгертон (1889—1916), 2-й муж с 1 июля 1961 года преподобный Уильям Генри Приор (ум. 1969). Детей не имела.